# Ніколай Ренен
Ніколай Ренен (нім. Nikolai Rehnen, нар. 4 лютого 1997, Кельн, Німеччина) — німецький футболіст, воротар клубу «Зандгаузен».

## Ігрова кар'єра

### Клубна
Ніколай Ренен є вихованцем клубу «Армінія» з Білефельда. Де з 2007 року він грав у юнацьких та молодіжних командах. З 2015 року воротаря почали залучати до тренувань основного складу. Але в основі Ренен не зіграв жодного матчу, граючи лише за другу команду «Армінії».
В подальшому не маючи можливості пробитися до основи, воротар відправився в ореду у клуб Третьої ліги «Фортуна» з міста Кельн. Пізніше ще один сезон Ренен провів у клубі Регіональної ліги «Алеманія».
Повернувшись після оренди до «Армінії» і після закінчення контракту з клубом, Ренен не став продовжувати угоду, а як вільний агент перейшов до клубу Другої Бундесліги «Зандгаузен».

### Збірна
Ніколай Ренен провів кілька матчів у складі юнацької збірної Німеччини (U-20).